# Bembix
Bembix es un género de himenópteros apócritos de la familia Crabronidae, cosmopolita, numeroso, con alrededor de 380 especies. A menudo son de colores brillantes. El abdomen es negro, con bandas laterales curvadas blancas o amarillas que a menudo se tocan en la línea media dorsal. Son predadores. A veces se las llama avispas de la arena por su hábitat preferido.

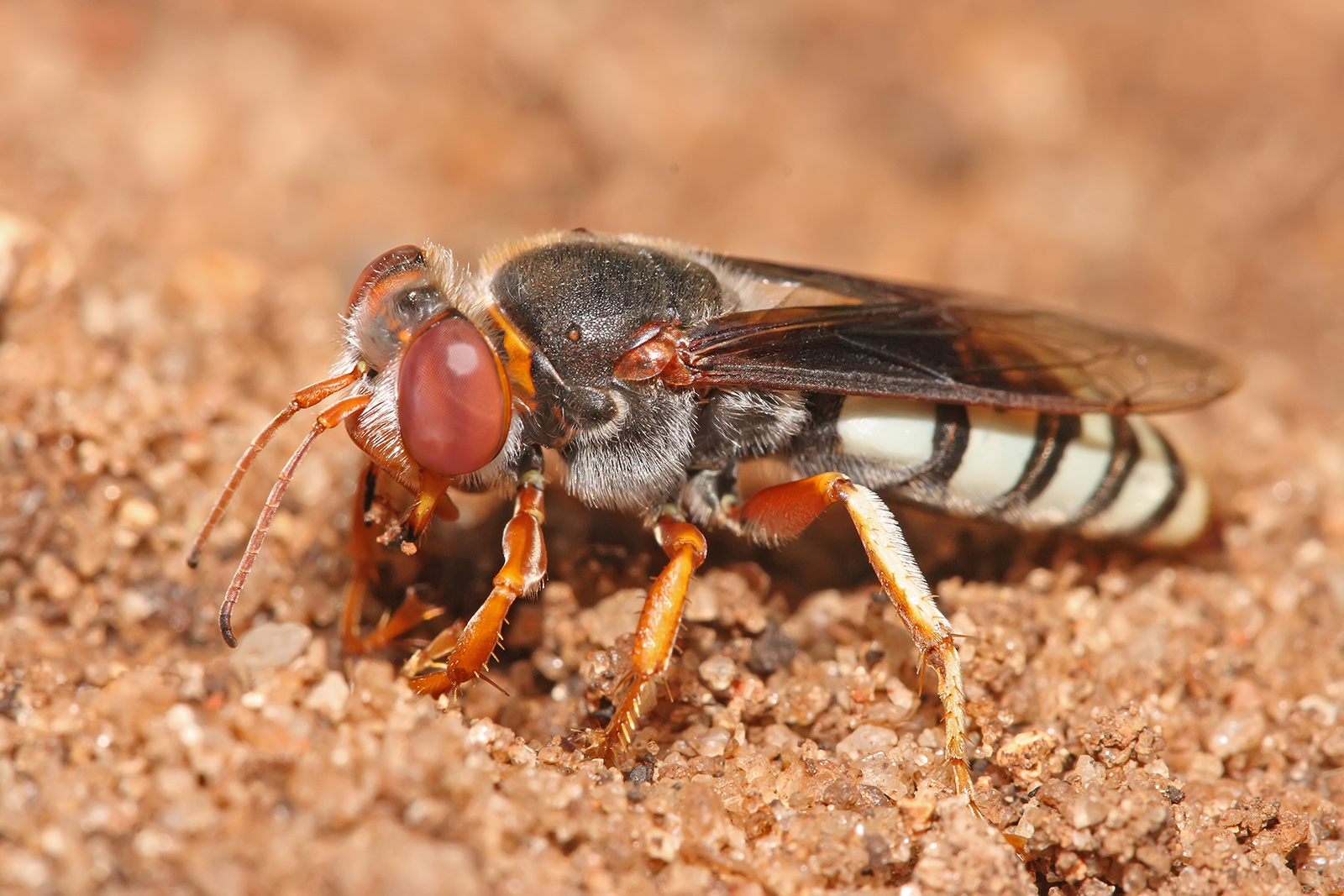
Bembix en su hábitat, Dar es Salaam, Tanzania.

## Lista de Especies (Europa)
- Bembix bicolor Radoszkowski 1877
- Bembix bidentata Vander Linden 1829
- Bembix cinctella Handlirsch 1893
- Bembix flavescens F. Smith 1856
- Bembix geneana A. Costa 1867
- Bembix megerlei Dahlbom 1845
- Bembix merceti J. Parker 1904
- Bembix oculata Panzer 1801
- Bembix olivacea Fabricius 1787
- Bembix pallida Radoszkowski 1877
- Bembix rostrata (Linnaeus 1758)
- Bembix sinuata Panzer 1804
- Bembix tarsata Latreille 1809
- Bembix turca Dahlbom 1845
- Bembix wagleri Gistel 1857
- Bembix zonata Klug 1835